# XX Corpo d’armata
Das XX Corpo d’armata (deutsch XX. Armeekorps) war ein Korps des Königlich-Italienischen Heeres. Es bestand von 1916 bis 1919, wurde 1937 wieder aufgestellt und 1943 in Nordafrika vernichtet.

## Geschichte

### Erster Weltkrieg
Das XX. Armeekorps wurde am 1. Mai 1916 im Friaul aufgestellt und dem Kommando von Generalleutnant Ettore Mambretti anvertraut. Unterstellt wurden dem Korps zunächst die 4. und 45. Division. Im Laufe des Ersten Weltkrieges gehörten dem XX. Korps zeitweise die 10., 13., 21., 25., 28., 29., 47., 52. und 60. Division an. Bis zum 22. Mai 1916 stand das Korps mit der 3. Armee an der Isonzofront im Raum nördlich von Görz bei Oslavia und am Monte Sabotino. Am 23. Mai 1916 übernahm Generalleutnant Luca Montuori das Kommando.
Ab dem 4. Juni wurde das Korps auf die Hochebene der Sieben Gemeinden verlegt und der von Generalleutnant Guglielmo Pecori Giraldi befehligten 1. Armee unterstellt. Das XX. Korps stand im Nordosten der Hochebene im Raum Marcesina – Monte Lisser und bildete den rechten Flügel der italienischen Truppen, die auf der Hochebene die österreichisch-ungarische Südtiroloffensive aufhalten sollten. Nachdem das Korps zunächst dem anstürmenden k.u.k. III. Korps unter dem Befehl von General der Infanterie Joseph Krautwald von Annau zurückweichen musste, gelang es die österreichisch-ungarischen Verbände nordwestlich von Foza am Monte Castelgomberto (1771 m) aufzuhalten.
Im Zuge der anschließenden italienischen Gegenoffensive auf der Hochebene der Sieben Gemeinden rückte das Korps bis an die österreichisch-ungarische Hauptwiderstandslinie östlich des Monte Ortigara (2106 m) vor. Im Juli 1916 griffen die Truppen des Korps wiederholt die Hauptwiderstandslinie südwestlich des Ortigara im Raum Monte Zebio und Monte Chiesa an, ohne dabei Erfolge zu erzielen. Das Korps verblieb in den im Sommer erreichten Positionen und überwinterte dort. Am 1. Dezember 1916 wurde es der 6. Armee unter dem Befehl von Generalleutnant Mambretti unterstellt. Vom 10. bis 30. Juni 1917 trug das XX. Korps die Hauptlast des Angriffes der 6. Armee in der Ortigaraschlacht. Der Angriff konnte vom  k.u.k. III. Korps unter hohen Verlusten für die Angreifer abgewehrt werden. Insbesondere die dem XX. Korps unterstehende 52. Gebirgs-Division mit ihren Alpinibataillonen unter dem Kommando von General Angelo Como Dagna Sabina, hatte bei der dreiwöchigen Schlacht hohe Verluste zu verzeichnen. Im September 1917 übernahm Generalleutnant Giuseppe Francesco Ferrari das Kommando über das Korps, der das XX. Korps bis Januar 1919 führen sollte.
Während der Ersten Piaveschlacht zog sich das Korps nach dem Rückzug der östlich angrenzenden italienischen 4. Armee bis zum Monte Grappa am 9. November bis an den südöstlichen Rand der Hochebene zurück. Bis Anfang Dezember war es dort östlich und südöstlich von Gallio am Melettamassiv und entlang der Linie Monte Valbella, Col del Rosso und Col d’Ecche in schwere Abwehrkämpfe verwickelt. Dabei wurde die dem XX. Korps unterstellte 29. Division bei den Kämpfen und das Melettamassiv vernichtet. Dem angreifenden k.u.k. III. Korps gelang es aber nicht, die südöstlich angrenzende, vom XX. Korps gehaltene Verteidigungslinie Monte Valbella, Col del Rosso und Col d’Ecche zu überwinden.
Im Frühjahr 1918 riegelte das XX. Korps die Schlucht des Brenta nördlich von Bassano del Grappa ab. Während der Zweiten Piaveschlacht musste das Korps nach der Eroberung des Col Moschin (1279 m) nordwestlich des Monte Grappa durch das k.u.k. Infanterieregiment Nr. 85 am 15. Juni 1918 etwas zurückgenommen werden, um eine Umgehung durch die angreifenden österreichisch-ungarischen Truppen zu vermeiden. Die so verloren gegangenen Positionen im Brentatal konnten Mitte September wieder zurückerobert werden. Während der Schlacht von Vittorio Veneto rückte das Korps ab dem 31. Oktober im Brentatal und im Osten der Hochebene der Sieben Gemeinden vor. Bis zum 3. November war die Valsugana erreicht und am Tag des Inkrafttretens des Waffenstillstandes von Villa Giusti am 4. November 1918 stand das XX. Korps bei Roncegno etwas mehr als 20 km Luftlinie östlich von Trient.
Am 5. Februar 1919 wurde das XX. Korps offiziell aufgelöst.

### Zweiter Weltkrieg
Nach der Auflösung 1919 wurde das XX. Armeekorps am 9. Mai 1937 in Tripolis in Italienisch-Libyen neu aufgestellt. Dem von Korpsgeneral Pietro Pintor befehligten Korps unterstanden zunächst die Divisionen Sirte und Sabratha, später auch noch die Division Pavia. Im September 1939 wurde das XX. Korps der 5. Armee unterstellt. Nach dem italienischen Kriegseintritt in den Zweiten Weltkrieg am 10. Juni 1940 wurde das Korps an die Grenze zu Französisch-Tunesien verlegt. Während der italienischen Invasion Ägyptens und dem Beginn des Afrikafeldzugs im September 1940 verblieb das Korps an der tunesischen Grenze. Erst im Zuge der britischen Gegenoffensive, Deckname „Operation Compass“, wurde das XX. Korps am 16. Dezember 1940 in aller Eile in die Cyrenaika zur Unterstützung der 10. Armee verlegt. Dort war das Korps mit der Verteidigung der Straßenverbindung zwischen Derna und Bengasi betraut. Am 23. Januar 1941 griff die britische 7. Panzerdivision den vom XX. Korps gehaltenen Abschnitt an. Für die Verteidigung standen dem Korps 22.000 Mann, zehn mittelschwere Panzer und fast 400 Geschütze zur Verfügung.  Dem Angriff nicht standhaltend, und um eine Einkesselung zu vermeiden, zog sich das Korps Richtung Bengasi und anschließend Richtung Agedabia zurück. Nördlich von Agedabia gelang es die gegnerischen Truppen zunächst aufzuhalten. Nach einer mehrtägigen Gegenwehr wurde das Korps dort mit den Resten der 10. Armee eingekesselt und am 5. Februar vernichtet.

Kampfgebiet des XX. Korps in Nordafrika zwischen 1940 und 1942

Noch im gleichen Monat wurde das Festungskommando Tripolis eingerichtet, aus dem am 16. März, nach anderen Quellen am 26. März, das XX. Korps neu aufgestellt wurde. Dem Korps waren die Divisionen Savona und Sabratha sowie Grenzschutztruppen unterstellt. Ab 15. April 1941 war das ohne motorisierte Einheiten aufgestellte Korps zusammen mit der 5. Armee für die Festung Tripolis verantwortlich. Da sich die Aufgaben der beiden Verbände zum Teil überschritten, wurden am 15. August 1941 beide aufgelöst und das Territorialkommando “Tripolitania” gebildet.
Am 20. Januar 1942 wurde das XX. Armeekorps wieder aus dem Territorialkommando „Tripolitania“ ausgegliedert, um kurz darauf am 31. Januar aufgelöst zu werden. Am 10. März 1942 übernahm das Corpo d’armata di manovra (CAM) den Namen des XX. Armeekorps. Ersteres war im September 1941 aufgestellt worden. Ihm unterstanden zunächst die 132. Panzerdivision „Ariete“ und die 101. Motorisierte Division „Trieste“, später unter anderem auch die Panzerdivisionen „Centauro“, „Littorio“ und „Giovani Fascisti“.
Das Corpo d’armata di manovra nahm bis Dezember an der  Belagerung von Tobruk teil. Mit Beginn der alliierten Operation Crusader am 18. November 1941 stand es südlich von Tobruk und wehrte einen Angriff feindlicher Panzerverbände ab. Nach der erfolgreichen Verfolgung feindlicher Verbände bis in den Raum von Sollum stand das Korps Ende November wieder bei Tobruk. Am 16. Dezember wich es dem Druck der Alliierten und zog sich schrittweise in westlicher Richtung zurück. Anfang Januar 1942 stand es nordöstlich von Agedabia und deckte den Rückzug des XXI. Korps, in dem es heftige Angriffe der Alliierten abwehrte. Am 21. Januar ging das Korps mit anderen Verbänden der Achsenmächte wieder in die Offensive über und war an der Rückeroberung der westlichen Cyrenaika beteiligt.
Zwischen dem 16. und 21. Juni 1942 war der nun als XX. Armeekorps operierende Verband im Zuge des Unternehmens Theseus an den Kämpfen beteiligt, die zur Einnahme von Tobruk durch die Achsenmächte führten. Anschließend rückte das Korps über die ägyptischen Grenze bis in den Raum südlich von Sidi Barrani vor. Am 30. Juni stand es südlich von El Alamein. In der Schlacht von Alam Halfa rückte das Korps im Verband der Panzerarmee Afrika am 30. August 1942 zunächst erfolgreich vor, bevor der Vorstoß von einer alliierten Gegenoffensive gestoppt wurde. In der am 23. Oktober 1942 begonnenen Zweiten Schlacht von El Alamein erlitt das Korps schwere Verluste und wurde fast vollständig zerschlagen. Nach der Niederlage der Achsenmächte setzte sich das zu Kampfgruppen reduzierte Korps am 15. November in Richtung Marsa Matruh ab. Am 18. November erreichte man Agedabia in der westlichen Cyrenaika und am 15. Dezember stand es bei Buerat in Tripolitanien westlich von Sirte, das bis Ende Dezember gehalten werden konnte. Anfang 1943 zog sich das Korps dem Druck der nachstoßenden britischen 8. Armee weichend bis an die tunesische Grenze zurück. Nach dem Erreichen der Mareth-Linie in Tunesien am 4. Februar 1943, grub man sich dort ein.
Die neue Verteidigungslinie konnte bis Ende März gehalten werden. Als in der Schlacht um die Mareth-Linie die alliierten Verbände die südliche Flanke bedrohten, setzte sich das Korps am 29. März zunächst nach Wadi Akarit und anschließend nach Enfidaville ab. Dort verteidigten sich die Reste des Korps zwischen dem 20. April und 12. Mai 1943 vor den angreifenden alliierten Verbänden. Am 13. Mai 1943 befahl das Kommando der 1. Armee dem XX. Armeekorps alle Kampfhandlungen einzustellen. Das zeitgleiche Ende des Tunesienfeldzuges besiegelte auch die endgültige Niederlage der Achsenmächte in Nordafrika.

## Befehlshaber

### 1916–1919
- Generalleutnant Ettore Mambretti (1916)
- Generalleutnant Luca Montuori (1916–1917)
- Generalleutnant Giuseppe Francesco Ferrari (1917–1919)

### 1937–1941
- Korpsgeneral Pietro Pintor
- Korpsgeneral Luigi Frusci
- Korpsgeneral Alberto Barbieri
- Korpsgeneral Ferdinando Cona
- Korpsgeneral Enrico Armando

### Festungskommando Tripolis (1941)
- Korpsgeneral Carlo Spatocco

### Territorialkommando Tripolitania (1941)
- General Mario Soldarelli (ad interim)
- Korpsgeneral Carlo Vecchiarelli

### Corpo d’Armata di Manovra (1941–1942)
- Korpsgeneral Gastone Gambara
- Divisionär Sandro Piazzoni (ad interim)
- Brigadegeneral Arnaldo Azzi
- Divisionär Giuseppe De Stefanis (ad interim)
- Korpsgeneral Francesco Zingales

### 1942–1943
- Korpsgeneral Francesco Zingales
- Divisionär  Ettore Baldassarre
- Divisionär  Giuseppe De Stefanis
- Divisionär  Benvenuto Gioda
- Divisionär  Sergio Bitossi
- Divisionär  Taddeo Orlando (ad interim)